# Partito per l'Indipendenza del Regno Unito
Il Partito per l'Indipendenza del Regno Unito (in inglese UK Independence Party, UKIP) è un partito politico britannico euroscettico e nazionalista, fondato nel 1993 da Alan Sked e altri membri dell'Anti-Federalist League, a cui si aggiunse un gruppo di scissionisti del Partito Conservatore. L'obiettivo principale del partito era la Brexit, ovvero il ritiro del Regno Unito dall'Unione europea.
Alle elezioni europee del 2014, il partito è stato il più votato nel Regno Unito, ottenendo 24 seggi al Parlamento di Strasburgo. Gli eletti fecero parte del gruppo Europa della Libertà e della Democrazia Diretta. Nel parlamento nazionale di Londra, all'epoca, lo UKIP poté contare su tre Peers nella Camera dei Lord e su un singolo membro della Camera dei Comuni, il ramo del Parlamento eletto direttamente dai cittadini.
Il leader del partito è stato per dieci anni Nigel Farage, dal 2006 al 2016, seppur con qualche interruzione. Sotto la sua leadership, il partito divenne il principale partito della destra, tra l'estrema destra del British National Party e il centrodestra dei Conservatori. In seguito alla vittoria del Leave nel referendum del 23 giugno 2016 riguardante la permanenza del Regno Unito nell'Unione europea, Farage ha annunciato il ritiro dalla politica attiva, dando le dimissioni da leader del partito, affermando di aver raggiunto il proprio obiettivo politico. Il 28 novembre dello stesso anno è entrato in carica il nuovo leader, il parlamentare europeo Paul Nuttall, dimessosi però il 9 giugno 2017 a seguito dello scarso risultato ottenuto alle elezioni politiche di quell'anno.
A livello europeo i parlamentari eletti con l'UKIP hanno promosso la nascita del Brexit Party (oggi Reform UK), con il ritorno di Farage in politica (il quale ha dichiarato che l'UKIP si è posizionato troppo a destra), un partito che si dichiara trasversale rispetto all'estrema destra dell'UKIP e che ha ottenuto un buon risultato, sottraendo voti al partito di provenienza.
Il 29 settembre 2017 viene eletto nuovo leader dello UKIP Henry Bolton, il quale però si dimette nel febbraio 2018 dopo lo scandalo che ha visto coinvolta la sua compagna, la quale ha pesantemente insultato con toni razzisti la futura consorte del principe Harry. Attualmente il partito, fortemente ridimensionato, è presieduto da Ben Walker e guidato da Neil Hamilton; non ha più alcun seggio al Parlamento britannico.

## Ideologia e posizioni
Lo UKIP è un partito di destra, descritto e auto-definitosi come populista, ascrivibile alla destra radicale europea. Al tempo della sua fondazione si inseriva nella corrente ideologica di destra del Partito Conservatore, influenzato dal "populismo Tory" dei politici conservatori Margaret Thatcher ed Enoch Powell. La retorica del partito enfatizza l'idea di un divario tra l'élite che domina il Paese e la popolazione britannica, dalla parte della quale lo UKIP si schiera. Lo UKIP definisce la sua retorica come basata sul "buon senso" e "diretta", in opposizione ai partiti tradizionali (Conservatori, Laburisti e Liberal-Democratici, etichettati collettivamente dal partito stesso come "LibLabCon"). Nigel Farage definì i sostenitori del partito the People's Army, (l'esercito del popolo) e tenne vari incontri e interviste all'interno di pub.

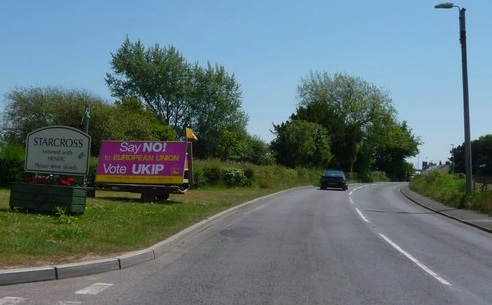
Manifesti dello UKIP nel Devon recanti la scritta: "Dì NO all'Unione europea".

Lo UKIP è un partito nazionalista. Nel proprio manifesto rifiuta la definizione di "nazionalismo etnico", proponendosi invece come un partito "nazionalista civico", aperto a cittadini britannici di ogni fede ed etnia, benché sia stato accusato di razzismo. Il partito si prefigge di lottare contro una "grave crisi esistenziale" del Paese, minacciato da una "islamizzazione", dagli "pseudo-nazionalismi" di Galles, Scozia e Irlanda e dalle politiche multiculturali e sovranazionali promosse dalla "sinistra culturale", proponendosi invece come "apertamente monoculturale" e "patriottico". Lo UKIP è un partito unionista, sebbene la maggior parte del suo elettorato sia in Inghilterra. Inizialmente critico del federalismo britannico e della creazione dei Parlamenti gallese e scozzese, nel 2011 Farage aprì alla possibilità di un parlamento per l'Inghilterra.
Il partito è fortemente euroscettico. L'uscita del Regno Unito dall'Unione europea è stata per anni obiettivo ultimo del partito e componente centrale della sua identità. Lo UKIP dipinge l'UE come un'istituzione non democratica, corrotta e inefficiente, responsabile dei consistenti flussi migratori verso il Regno Unito, contrapponendovi la necessità per il Regno Unito di riappropriarsi della propria sovranità nazionale.
Il partito si oppone all'accordo di Parigi ed è contrario a tutti gli accordi sul clima firmati dal Regno Unito; alcuni esponenti hanno negato apertamente il cambiamento climatico e i suoi effetti negativi per l'agricoltura.

## Storia

### Fondatori e primi anni
L'UKIP fu fondato nel 1993 da Alan Sked e altri membri provenienti tutti dall'Anti-Federalist League. Il loro principale obiettivo era l'uscita del Regno Unito dall'Unione europea. Il nuovo partito attirò alcuni membri dell'ala degli euro-scettici del Partito conservatore, che era stato diviso sulla questione europea dopo che la sterlina fu costretta a uscire dal meccanismo di cambio europeo nel 1992 (con l'Italia) e la lotta sulla ratifica del Trattato di Maastricht.
Esponenti dell'UKIP si candidarono alle elezioni generali del 1997, ma vennero offuscati da James Goldsmith, leader del partito Referendum Party, anch'esso euro-scettico. Dopo l'elezione, Sked diede le dimissioni dalla leadership affermando che il partito era "destinato a rimanere ai margini dello scenario politico". Goldsmith morì subito dopo le elezioni e il suo partito si sciolse, con un conseguente flusso di nuovi sostenitori per l'UKIP. Le elezioni per la leadership del partito furono vinte da un uomo d'affari milionario Michael Holmes e nelle elezioni del 1999 al Parlamento europeo l'UKIP guadagnò tre seggi e il 7% dei voti. In quelle elezioni furono eletti Nigel Farage, futuro leader, Jeffrey Titford e Michael Holmes.
Nei mesi successivi ci fu una lotta di potere tra il leader Michael Holmes e il Comitato Esecutivo Nazionale (NEC). Ciò fu causato in parte dal discorso di Holmes che chiedeva maggiori poteri per il Parlamento europeo a scapito della Commissione europea. I membri del partito costrinsero alle dimissioni sia Holmes sia l'intero NEC. Holmes si dimise così nel marzo 2000. Ci fu una battaglia legale quando cercò di continuare come deputato indipendente, fino a che non fu costretto a dimettersi dal Parlamento europeo nel dicembre 2002, venendo sostituito da Graham Booth, il secondo candidato della lista UKIP nell'Inghilterra del Sud-Est. Jeffrey Titford fu così eletto leader del partito.

### Elezioni politiche del 2001
L'UKIP presentò candidati in più di 420 seggi elettorali nelle elezioni politiche del 2001, guadagnando l'1,5% dei voti e non riuscendo a ottenere nessun rappresentante a Westminster. Non riuscì a sfondare nelle elezioni per il Parlamento scozzese e l'Assemblea del Galles, nonostante l'adozione della proporzionale. Nel 2002 Titford era ancora leader del partito, ma continuò a sedere come deputato al Parlamento europeo, venendo sostituito al vertice di lì a poco da Roger Knapman.

### Robert Kilroy-Silk
Alla fine del 2004, sulla stampa britannica circolavano speculazioni circa la possibilità che l'ex deputato del Partito Laburista e presentatore televisivo Robert Kilroy-Silk riuscisse a prendere il controllo del partito. La tensione crebbe a causa di un discorso di Kilroy-Silk al congresso del partito a Bristol il 2 ottobre 2004, in cui invitava l'UKIP a "uccidere" politicamente il Partito Conservatore (nel senso di scavalcare i conservatori come partito di opposizione).
Nel corso di un'intervista Kilroy-Silk non negò le ambizioni di voler guidare l'UKIP, ma confermò l'impegno di Roger Knapman per le successive elezioni generali. Tuttavia, il giorno seguente durante un'altra trasmissione televisiva, criticò apertamente la leadership di Knapman. Dopo un ulteriore disaccordo con la dirigenza Kilroy-Silk, rassegnò le dimissioni dal Parlamento europeo il 27 ottobre 2004. Costretto alle dimissioni, Kilroy-Silk abbandonò l'UKIP il 20 gennaio 2005. Due settimane dopo, fondò il suo nuovo partito Veritas, portando con sé diversi membri dell'UKIP, tra cui due membri dell'assemblea di Londra. Kilroy-Silk si è successivamente dimesso dal suo stesso movimento.

### Elezione del leader del 2006

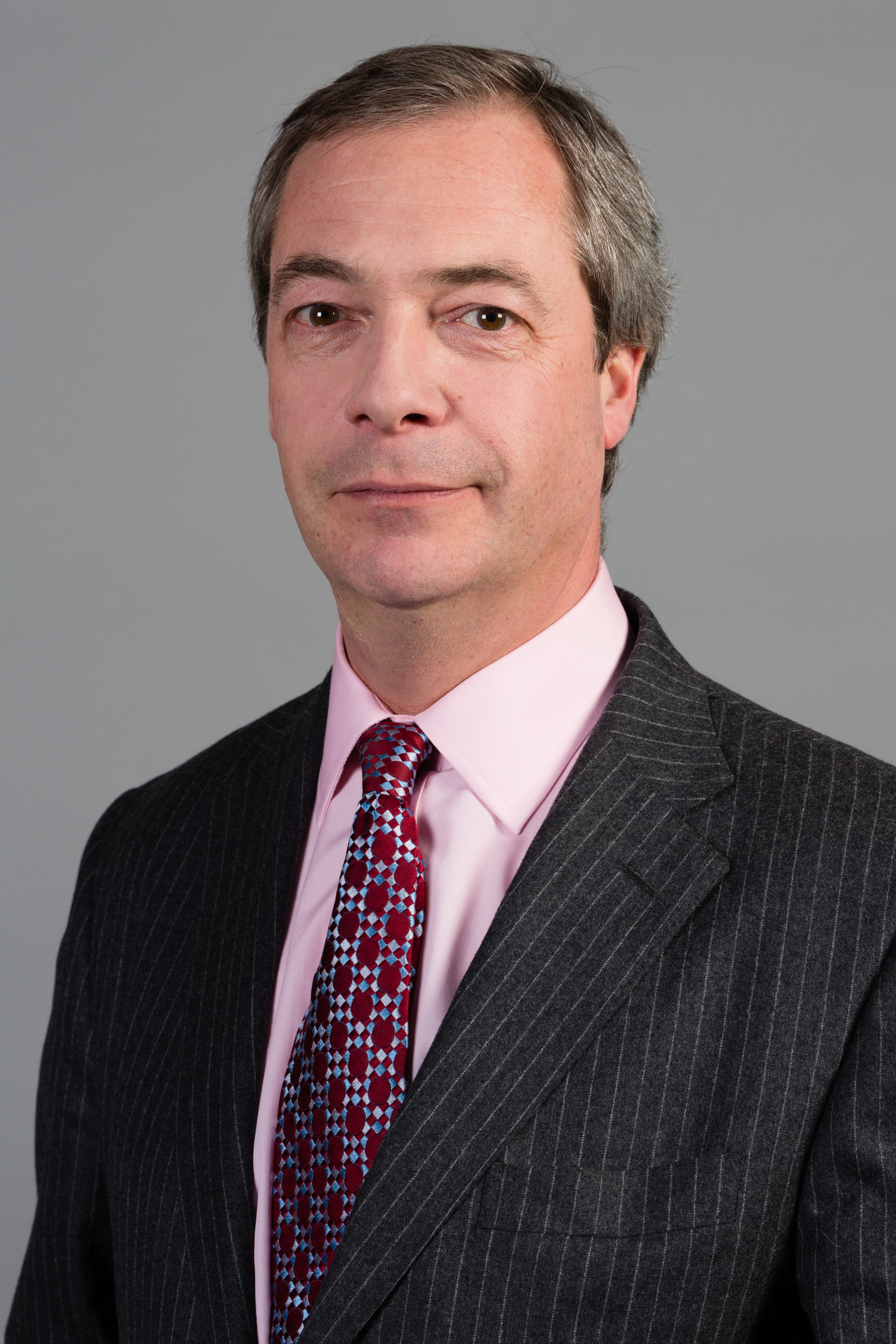
Nigel Farage, storico leader di partito dal 2006 al 2009 e dal 2010 al 2016.

Nell'ottobre del 2005, Petrina Holdsworth rassegnò le dimissioni da presidente del UKIP, dalla Sezione Nazionale del partito e dal Comitato Esecutivo. Venne così sostituita come presidente ad interim dall'ex leader del partito, Jeffrey Titford, deputato al Parlamento europeo. Nel dicembre del 2005, David Campbell Bannerman, un ex-conservatore, divenne nuovo presidente, nominato dal leader Knapman. Dal settembre 2006 Nigel Farage ricopre la carica di segretario del movimento. Il partito ottenne il suo primo membro nel Parlamento quando Bob Spink, che vi sedeva in quanto Conservatore Indipendente, nell'aprile 2008 defezionò dal proprio partito e divenne deputato indipendente.
L'intenzione dichiarata di Farage è quella di cambiare la percezione pubblica dell'UKIP, così da apparire non come semplice movimento che propone l'uscita del Regno Unito dall'Unione europea, ma dare dello stesso l'immagine di un grande partito sostanzialmente con tradizioni e valori appartenenti alla destra liberale, puntando a sfidare il bacino del Partito conservatore e dei Liberal Democratici. Le elezioni locali del 2013 evidenziarono l'emergere del peso politico dell'UKIP (che ottenne il 23% contro il 25 dei Tories), che il partito di David Cameron aveva inteso sfidare proponendo i conservatori per primi un referendum sull'uscita dall'UE del Regno Unito.

### La vittoria alle europee del 2014
Le elezioni europee del 2014 segnano il maggior successo per l'UKIP di Farage che diventa primo partito di Gran Bretagna con il 27,49%, 4.376.635 voti ed eleggendo 24 eurodeputati sui 73 spettanti al Regno Unito.

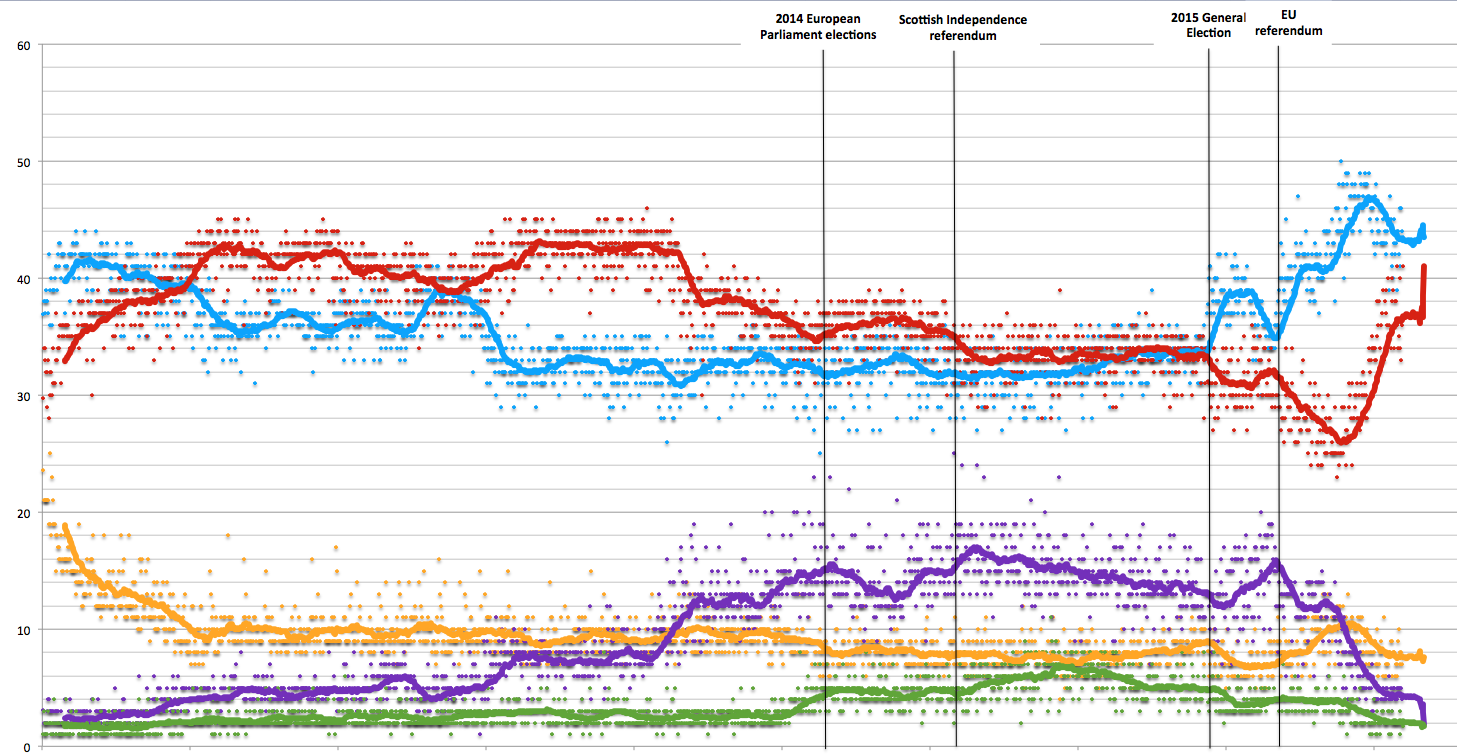
Sondaggi elettorali per le elezioni 2015-2017 (UKIP in viola)

### Primi deputati alla Camera dei Comuni
Nell'ottobre 2014 l'UKIP ha eletto il suo primo deputato alla Camera dei Comuni, nel seggio di Clacton nell'Essex. Il deputato conservatore dimissionario Douglas Carswell, si è ripresentato alle elezioni suppletive per l'UKIP ed è stato rieletto con il 59,7% e 21.113 voti.
Dopo circa un mese, nelle elezioni suppletive nel collegio di Rochester and Strood, nel Kent, Mark Reckless candidato dell'UKIP ha vinto con 16.867 voti e il 42,1%, davanti al candidato conservatore e a quello laburista.

### Elezioni politiche del 2015
Alle elezioni politiche, nel 2015, il partito ha ottenuto il 12,64% dei consensi; i 3.881.129 voti raccolti gli hanno però fruttato un singolo seggio, Clacton, dove Carswell è stato rieletto con il 44%. Il partito ha perso Rochester and Strood, dove lo UKIP ha ottenuto 16.669 voti e il 30,5%, venendo battuti dai Conservatori. Il leader dello UKIP, Farage, non è riuscito a farsi eleggere nella circoscrizione di South Thanet, nel Kent, dove ha ottenuto il 32,4% e 16.026 voti, venendo battuto dal Conservatore che ottiene il 38%.

### Elezioni politiche del 2017
Nel giugno 2017 l'UKIP ha ottenuto circa 593.852 voti alle elezioni nazionali perdendo dal 2015 ben 3.287.277 voti e il solo seggio precedentemente ottenuto.

## Struttura

### Leader
| Leader                                                                                    | Leader                  | Inizio mandato    | Fine mandato      | Note |
| ----------------------------------------------------------------------------------------- | ----------------------- | ----------------- | ----------------- | --- |
| 1                                                                                         | Alan Sked               | 3 settembre 1993  | luglio 1997       | Fondatore del partito; ha lasciato il partito nel 1997                                                    |
| Craig Mackinlay è stato leader ad interim durante questo periodo                          |                         |                   |                   | |
| 2                                                                                         | Michael Holmes          | settembre 1997    | 22 gennaio 2000   | Europarlamentare 1999–2002; ha lasciato il partito nel 2000                                               |
| 3                                                                                         | Jeffrey Titford         | 22 gennaio 2000   | 5 ottobre 2002    | Europarlamentare 1999–2009; ha lasciato il partito nel 2023                                               |
| 4                                                                                         | Roger Knapman           | 5 ottobre 2002    | 12 settembre 2006 | Europarlamentare 2004–2009                                                                                |
| 5                                                                                         | Nigel Farage            | 2 settembre 2006  | 27 novembre 2009  | Ex presidente; Europarlamentare 1999–2020; ha lasciato il partito nel 2018                                |
| 6                                                                                         | Lord Pearson di Rannoch | 27 novembre 2009  | 2 settembre 2010  | Membro della Camera dei lord; ha lasciato il partito nel 2019                                             |
| Jeffrey Titford è stato leader ad interim durante questo periodo                          |                         |                   |                   | |
| (5)                                                                                       | Nigel Farage            | 5 novembre 2010   | 16 settembre 2016 | |
| 7                                                                                         | Diane James             | 16 settembre 2016 | 4 ottobre 2016    | Leader eletto, Europarlamentare 2014–2019; ha lasciato il partito nel 2016                                |
| Nigel Farage è stato leader ad interim durante questo periodo                             |                         |                   |                   | |
| 8                                                                                         | Paul Nuttall            | 28 novembre 2016  | 9 giugno 2017     | Vice leader 2010–2016; Europarlamentare 2009–2019                                                         |
| Steve Crowther è stato leader ad interim durante questo periodo                           |                         |                   |                   | |
| 9                                                                                         | Henry Bolton            | 29 settembre 2017 | 17 febbraio 2018  | |
| Gerard Batten è stato leader ad interim durante questo periodo                            |                         |                   |                   | |
| 10                                                                                        | Gerard Batten           | 14 aprile 2018    | 2 giugno 2019     | Europarlamentare 2004–2019                                                                                |
| Piers Wauchope è stato leader ad interim durante questo periodo                           |                         |                   |                   | |
| 11                                                                                        | Richard Braine          | 10 agosto 2019    | 30 ottobre 2019   | Sospeso dal partito ad ottobre 2019; successivamente si dimise da leader                                  |
| Patricia Mountain è stata leader ad interim durante questo periodo fino al 25 aprile 2020 |                         |                   |                   | |
| Leadership vacante fino al 22 giugno 2020                                                 |                         |                   |                   | |
| 12                                                                                        | Freddy Vachha           | 22 giugno 2020    | 12 settembre 2020 | Presidente dell'UKIP Londra, candidato alla leadership nel 2019. Sospeso dal partito il 12 settembre 2020 |
| 13                                                                                        | Neil Hamilton           | 12 settembre 2020 | 13 maggio 2024    | Inizialmente è stato leader ad interim                                                                    |
| 14                                                                                        | Lois Perry              | 13 maggio 2024    | 15 giugno 2024    | |

### Vice leader
| Vice leader | Vice leader                    | Periodo                | Note                                                                      |
| ----------- | ------------------------------ | ---------------------- | ------------------------------------------------------------------------- |
| 1           | Craig Mackinlay                | 1997–2000              | Ha lasciato il partito nel 2005                                           |
| 2           | Graham Booth                   | 2000–2002              | Europarlamentare 2002–2008; morto nel 2011                                |
| 3           | Mike Nattrass                  | 2002–2006              | Europarlamentare 2004–2014; ha lasciato il partito nel 2013               |
| 4           | David Campbell Bannerman       | 2006–2010              | Europarlamentare dal 2009; ha lasciato il partito nel 2011                |
| 5           | Visconte Monckton di Brenchley | giugno – novembre 2010 | Leader dell'UKIP in Scozia, 2013                                          |
| 6           | Paul Nuttall                   | 2010–2016              | Europarlamentare dal 2009; ha lasciato il partito nel 2018                |
| 7           | Peter Whittle                  | 2016–2017              | Membro dell'Assemblea di Londra dal 2016; ha lasciato il partito nel 2018 |
| 8           | Margot Parker                  | 2017–2018              | Europarlamentare 2014–2019; ha lasciato il partito nel 2019               |
| 9           | Mike Hookem                    | 2018–2019              | Europarlamentare 2014–2019                                                |
| 10          | Pat Mountain                   | 2020                   | Leader ad interim 2019, Membro del NEC                                    |
| 11          | Rebecca Jane                   | 2022–2024              |                                                                           |
| 12          | Nick Tenconi                   | dal 13 maggio 2024     |                                                                           |

### Presidente
| Presidente | Presidente               | Periodo   | Note                                       |
| ---------- | ------------------------ | --------- | ------------------------------------------ |
| 1          | Nigel Farage             | 1998–2000 | Successivamente divenne leader del partito |
| 2          | Mike Nattrass            | 2000–2002 |                                            |
| 3          | David Lott               | 2002–2004 |                                            |
| 4          | Petrina Holdsworth       | 2004–2005 |                                            |
| 5          | David Campbell Bannerman | 2005–2006 |                                            |
| 6          | John Whittaker           | 2006–2008 |                                            |
| 7          | Paul Nuttall             | 2008–2010 | Successivamente divenne leader del partito |
| 8          | Steve Crowther           | 2010–2016 |                                            |
| 9          | Paul Oakden              | 2016–2018 |                                            |
| 10         | Tony McIntyre            | 2018      |                                            |
| 11         | Kirstan Herriot          | 2018–2019 |                                            |
| 12         | Ben Walker               | dal 2020  |                                            |

## Risultati elettorali
| Elezione       | Voti      | %    | Seggi   |
| -------------- | --------- | ---- | ------- |
| Europee 1994   | 150.251   | 1,0  | 0 / 87  |
| Politiche 1997 | 105.722   | 0,3  | 0 / 659 |
| Europee 1999   | 696.057   | 6,7  | 3 / 87  |
| Politiche 2001 | 390.563   | 1,5  | 0 / 659 |
| Europee 2004   | 2.650.768 | 16,1 | 12 / 87 |
| Politiche 2005 | 603.298   | 2,1  | 0 / 646 |
| Europee 2009   | 2.498.226 | 16,6 | 13 / 87 |
| Politiche 2010 | 919.546   | 3,1  | 0 / 650 |
| Europee 2014   | 4.352.051 | 27,5 | 24 / 87 |
| Politiche 2015 | 3.881.129 | 12,6 | 1 / 650 |
| Politiche 2017 | 593.852   | 1,8  | 0 / 650 |
| Europee 2019   | 554.463   | 3,2  | 0 / 87  |
| Politiche 2019 | 22.817    | 0,1  | 0 / 650 |
| Politiche 2024 | 6.530     | 0,02 | 0 / 650 |